# El Kelaâ des Sraghna
El Kelâa des Sraghna (en àrab قلعة السراغنة, Qalʿat as-Srāḡna; en amazic ⵍⵇⵍⵄⴰ ⵏ ⵙⵕⴰⵖⵏⴰ) és un municipi província d'El Kelâa des Sraghna, a la regió de Marràqueix-Safi, al Marroc. Segons el cens de 2014 tenia una població total de 95.224 persones.

## Història
Segons algunes referències històriques, la ciutat fou establida en el segle xvii pel sultà alauita Mulay Ismail. El sultà s'havia proposat fundar ciutadelles i qasbes per controlar els moviments de les tribus muntanyenques. Altres referències declaren que l'existència de la ciutat es refereix al període de la dinastia almoràvit. Segons altres fonts, la ciutat era coneguda amb les designacions amazigues de Gaynu Lagrar, i que va ser fundada pels almoràvits com un projecte de seguiment de la carretera que uneix Fes i Marràqueix, per tal de poblar la zona i lluitar contra l'heretgia barghawata. No obstant això, alguns manuscrits citen com a evidència que la dinastia sadita va fundar la ciutat a finals del segle xvi amb designació Qàlat Lagrar.